# Egesina gilmouri
Egesina gilmouri är en skalbaggsart som beskrevs av Stefan von Breuning 1962. Egesina gilmouri ingår i släktet Egesina och familjen långhorningar. Inga underarter finns listade i Catalogue of Life.